# IC 4943
IC 4943 ist eine elliptische Galaxie vom Hubble-Typ E2 im Sternbild Teleskop am Südsternhimmel. Sie ist schätzungsweise 131 Millionen Lichtjahre von der Milchstraße entfernt und hat einen Durchmesser von etwa 55.000 Lichtjahren.

Im selben Himmelsareal befinden sich u. a. die Galaxien NGC 6851, NGC 6861, NGC 6868, IC 4949.
Das Objekt wurde am 8. Juli 1897 vom US-amerikanischen Astronomen Lewis Swift entdeckt.